# Peggy Scott-Adams
Peggy Scott-Adams (25 de junho de 1948 – 27 de março de 2023) foi uma cantora norte-americana de soul, blues e R&B.

## Discografia

### Singles
- "Bill"
- "Slow Drag"
- "Help Yourself"
- "Spousal Abuse"
- "I'm in Love"
- "I'll Take Care of You"
- "That's How I Do It"
- "When You're Married To a Fool"
- "You Will Always Be My Man"
- "When I'm With You"
- "Sweaty Men"
- "If I'm Not Still Married"
- "Mr. Right or Mr. Wrong"
- "See You Next Weekend"
- "Your Divorce Has Been Denied"
- "What'cha Doin' to Me"
- "If You Wanna Hear Me Holler, Lick Me Up Some Dollars"
- "I Intend To Take Your Place"

### Álbuns
- 1996: Help Yourself (Miss Butch/Mardi Gras Records)
- 1997: Contagious (Miss Butch)
- 1999: Undisputed Queen (Miss Butch)
- 2000: Live in Alabama & More (Miss Butch)
- 2001: Hot and Sassy (Miss Butch)
- 2005: Busting Loose (Miss Butch)
- 2006: Best Of Peggy Scott-Adams:16 Hits! (Miss Butch)
- 2006: God Can, And He Will (Mardi Gras)
- 2009: Back To The Roots (Nora Records)
- 2012: Life After Bill (CD Baby)

## Morte
Peggy morreu no dia 26 de março de 2023, aos 74 anos.